# Villeneuve-Saint-Nicolas
Villeneuve-Saint-Nicolas ist eine Ortschaft und eine ehemalige französische Gemeinde mit 148 Einwohnern (Stand: 1. Januar 2022) im Département Eure-et-Loir in der Region Centre-Val de Loire. Sie gehörte zum Arrondissement Chartres und zum Kanton Voves.
Mit Wirkung vom 1. Januar 2016 wurden die bisherigen Gemeinden Voves, Montainville, Rouvray-Saint-Florentin und Villeneuve-Saint-Nicolas zu einer Commune nouvelle mit dem Namen Les Villages Vovéens zusammengeschlossen und verfügen in der neuen Gemeinde über den Status einer Commune déléguée. Der Verwaltungssitz befindet sich im Ort Voves.

## Lage
Nachbarorte von Villeneuve-Saint-Nicolas sind Boncé im Nordwesten, Pézy im Norden, Theuville im Nordosten, Voves im Osten, Rouvray-Saint-Florentin im Süden und Montainville im Westen.

## Bevölkerungsentwicklung

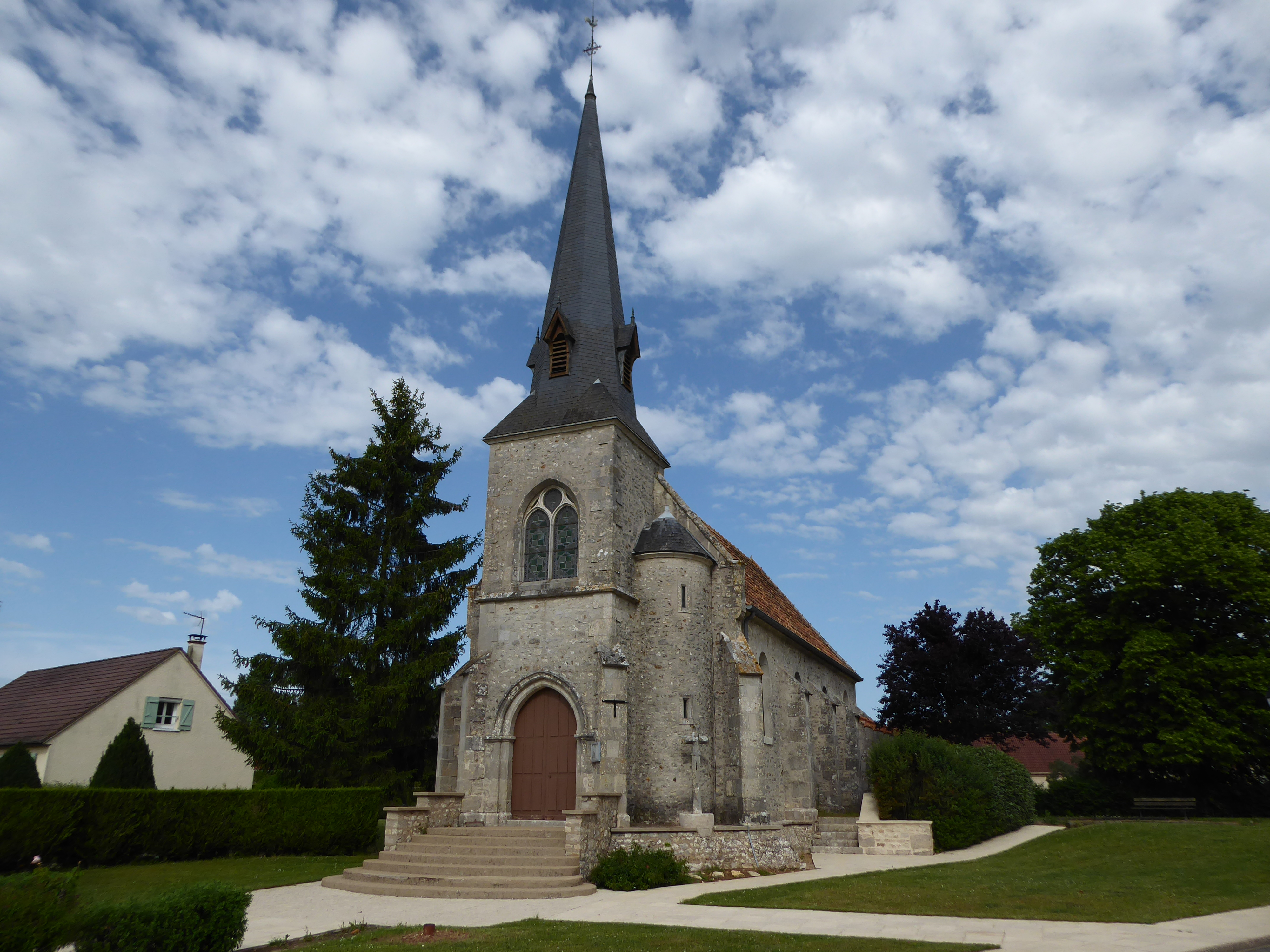
Kirche Saint-Laurent

| Jahr      | 1962 | 1968 | 1975 | 1982 | 1990 | 1999 | 2008 | 2015 |
| --------- | ---- | ---- | ---- | ---- | ---- | ---- | ---- | ---- |
| Einwohner | 112  | 88   | 90   | 102  | 93   | 102  | 128  | 156  |